# Болшой Кинел
Болшой Кинел (на руски: Большой Кинель) е река в Оренбургска (196 km) и Самарска област (226 km) на Русия, десен приток на Самара (ляв приток на Волга). Дължина 422 km. Площ на водосборния басейн 14 900 km².

## Извор, течение, устие
Река Болшой Кинел води началото си от южния склон на Бугулминско-Белебеевското възвишение, на 245 m н.в., на 7 km югоизточно от село Алябаево, в северозападната част на Оренбургска област. В горното течение посоката ѝ е северозападна, в средното – западна и югозападна, а в долното – западна, като образува голяма, изпъкнала на север дъга. По цялото си протежение тече през хълмисти райони в трапецовидна и асиметрична долина, с висок и силно разчленен десен и нисък и слабо разчленен ляв склон, в която силно меандрира. В горното течение долината ѝ е широка 1,5 – 2 km, а в долното 7 – 8 km. Влива се отдясно в река Самара (ляв приток на Волга), при нейния 44 km, на 27 m н.в., западно от град Кинел, в централната част на Самарска област.

## Водосборен басейн, притоци
Водосборният басейн на Болшой Кинел обхваща площ от 14 900 km², което представлява 32,04% от водосборния басейн на Самара. На юг водосборният басейн на Болшой Кинел граничи с водосборния басейн на река Ток и водосборните басейни на други по-малки река десни притоци на Самара, на северозапад – с водосборния басейн на река Сок (ляв приток на Волга), а на североизток – с водосборните басейни на реките Ик и Дьома (от басейна на Кама). Основни притоци: леви – Умирка (57 km), Малък Кинел (201 km), Кутулук (144 km); десни – Мочегай (90 km), Савруша (50 km), Сарбай (81 km).

## Хидроложки показатели
Болшой Кинел има смесено подхранване с преобладаване на снежното, с ясно изразено пролетно пълноводие, а през лятото силно намалява. Среден годишен отток при село Тимашово 34 m³/s. Заледява се през ноември, а се размразява през април.

## Стопанско значение, селища
По време на пълноводие в долното си течение е плавателна за плиткогазещи съдове. Долината на реката е гъсто заселена и по течението ѝ са разположени множество населени места, в т.ч. град Бугуруслан в Оренбургска област, градовете Похвистнево, Отрадни и Кинел, селището от градски тип Уст Кинелски и районните центрове – селата Савруха и Кинел-Черкаси, всичките в Самарска област.